# Zaviellie
Ozero Zavelje (ryska: Озеро Завелье) är en sjö i Belarus.   Den ligger i voblasten Vitsebsks voblast, i den norra delen av landet, 200 km norr om huvudstaden Minsk. Ozero Zavelje ligger 137 meter över havet. Arean är 0,17 kvadratkilometer. Den sträcker sig 0,8 kilometer i nord-sydlig riktning, och 0,4 kilometer i öst-västlig riktning.
I omgivningarna runt Ozero Zavelje växer i huvudsak blandskog. Runt Ozero Zavelje är det ganska tätbefolkat, med 72 invånare per kvadratkilometer.